# Bobrovsky (huyện)
Huyện Bobrovsky (tiếng Nga: ? райо́н) là một huyện hành chính tự quản (raion), của Tỉnh Voronezh, Nga. Huyện có diện tích 2228 kilômét vuông. Trung tâm của huyện đóng ở Bobrov.